# Зоря Барнарда
Зоря Барнарда — зоря у сузір'ї Змієносця. Зорю також називають летючою, оскільки її власний рух — найбільший серед усіх зір (10,36" на рік). За 180 років вона пересувається на величину діаметра Місяця. Для порівняння, Арктур долає такий же шлях за 800 років. 
Зорю не видно неозброєним оком (видима зоряна величина — 9,54m у фільтрі V). Зоря Барнарда — одна з найближчих до Сонця, відстань до неї — 1,83 пк (близько 6 св. р., наразі ближче перебувають лише зорі системи α Центавра). Зоря наближається до Сонця й приблизно через 8–10 тисяч років наблизиться на мінімальну відстань 3,8 св. р..
Зоря названа на честь Е. Е. Барнарда, американського астронома, який у 1916 році виміряв її власний рух відносно Сонця. Раніше зоря з'являлася на фотопластинках Гарвардського університету в 1888 і 1890 роках.
Зоря Барнарда належить до найбільш вивчених червоних карликів завдяки своїй близькості та сприятливому для спостережень розташуванню поблизу небесного екватора. Історично дослідження зорі Барнарда були зосереджені на вимірюванні її зоряних характеристик, астрометрії, а також уточненні меж можливої планетної системи. Хоча Зоря Барнарда давня, вона все ще переживає зоряні спалахи, один з яких спостерігався в 1998 році.
У зорі підозрювали наявність супутників або екзопланет, але єдиної думки серед астрономів не було. 2018 року група астрономів із Європейської південної обсерваторії опублікувала повідомлення про відкриття кандидата в екзопланети — Барнарда b або GJ 700 b. Імовірно, екзопланета належить до класу надземель: її маса щонайменше у 3,2 раза перевищує масу Землі, вона обертається навколо своєї зорі з періодом близько 233 діб. Хоча екзопланета розташована ближче до своєї зорі, ніж Земля до Сонця (0,4 а.о.), вона отримує лише 2 % тієї енергії, що потрапляє на Землю від Сонця.

## Найменування
У 2016 році Міжнародний астрономічний союз організував Робочу групу з назв зір (Working Group on Stars Name, WGSN) для каталогізації та стандартизації власних назв зір. WGSN затвердила назву «Зоря Барнарда» для цієї зорі 1 лютого 2017 року, і тепер вона включена до Списку затверджених зоряних назв МАС.

## Спостереження
Від моменту свого відкриття Зоря Барнарда є об'єктом інтенсивних наукових досліджень. Ця зоря є однією з перших, в якої, як вважалося, можуть існувати планети. Ще в 1970-х роках наукові дослідження вказували на можливість наявності газових гігантів у її складі, проте серед астрономів не було консенсусу. 2018 року вчені вимірили радіальний рух зорі і припустили наявність суперземлі, яку назвали GJ 700 b. Згідно з розрахунками, її розмір перевищує Землю в 3,2 раза. Однак її існування було офіційно підтверджено лише у 2024 році на підставі досліджень даних радіальної швидкості спектрографа ESPRESSO на Дуже Великому Телескопі, проведених командою астрономів на чолі з Джонаєм Гонсалесом Ернандесом.Застосовуючи П'ятсотметровий апертурний сферичний телескоп (FAST), вчені досліджували вузькосмугове радіовипромінювання, яке могло б свідчити про існування інопланетної цивілізації. Особливий акцент був зроблений на сигналах, які могли б надходити від планети Барнарда b, враховуючи доплерівські зсуви через відносний рух зорі та Землі. Дослідження не дало підтверджень існування інопланетного сигналу, але воно було важливим етапом випробування можливостей FAST. Майбутні дослідження, які спрямовані на зорі з уже підтвердженими планетами в придатних для життя зонах, можуть мати більше шансів на успіх та привести до важливих відкриттів у пошуках іншого розумного життя в космосі.

## Основні характеристики
Зоря Барнарда — червоний карлик спектрального класу M4. Це зоря малої маси, що належить до головної послідовності, червоний колір якої зумовлений низькою температурою поверхні. Зоря класифікується як змінна типу BY Draconis, яка характеризується наявністю плям на фотосфері, що періодично з'являються, коли зоря обертається. Зміна яскравості зорі Барнарда становить 0,02m із періодом 130 днів, який відповідає періоду обертання зорі.

### Яскравість
Доусон і Де Робертіс (2004) отримали значення потоку випромінювання зорі шляхом інтегрування розподілу випромінювання на різних довжинах хвиль. Отримане значення становить (3,30±0,16)×10−11 Вт/м². Із потоку випромінювання та відстані, визначеної за допомогою паралакса, можна отримати світність зорі, яка становить (3,46±0,17)×10−3 L⊙. Це означає, що зоря Барнарда майже у 300 разів тьмяніша ніж Сонце. Якби вона була розташована на такій же відстані, що й Земля, від Сонця, вона виглядала б лише у 100 разів яскравішою за повний місяць, що можна порівняти з яскравістю Сонця, яке видно з відстані 80 астрономічних одиниць.
Випромінювання зорі Барнарда, розподіляється нерівномірно між різними довжинами хвиль. Через низьку температуру зоря випромінює найбільшу частину своєї енергії в інфрачервоному діапазоні: у фільтрі U її видима зоряна величина становить 12.4m, а в фільтрі K— 4.5m. Це означає, що якби людське око було чутливим до інфрачервоного випромінювання, зорю було б видно неозброєним оком.

### Радіус
Зоря Барнарда перебуває досить близько, щоб її діаметр можна було безпосередньо виміряти за допомогою інтерферометричних методів. Лейн та ін. (2001) використовували інтерферометр Паломарської обсерваторії для вимірювання діаметра п'яти зір малої маси, включно із зорею Барнарда. Встановлено, що її кутовий діаметр становить 0,987 mas, що скоригували до 1,026 mas, щоб врахувати явище потемніння до краю. На відстані, розрахованій за допомогою даних з місії Гіппаркос, це відповідає радіусу 0,201 R☉. Ségransan та ін. (2003) виміряли діаметр чотирьох червоних карликів, включно зі зорею Барнарда, використовуючи інтерферометр Дуже Великого Телескопа. Вони отримали кутовий діаметр 1,004 mas, що відповідає 0,196 R☉. Таким чином, два вимірювання достатньо близькі одне до одного, щоб можна було ствердити, що радіус зорі становить приблизно 0,2 R☉. Це радіус, який майже вдвічі перевищує радіус Юпітера, що відповідає тенденції коричневих карликів і маломасивних зір мати схожі розміри.

### Температура
З абсолютної яскравості зорі та її радіуса можна отримати температуру її поверхні. Доусон і Де Робертіс (2004) використали розраховану ними абсолютну світність і радіус 0,2 R⊙ та отримали температуру 3134±102 K. Це вимірювання добре узгоджується з результатами, отриманими спектроскопічними методами. Наприклад, Берріман та ін. (1992) повідомляють про температуру 3150 K — цей результат перебуває в межах значень, визначених Доусоном і Де Робертісом (2004). Натомість Рохас-Аяла та ін. (2012) отримали значення 3266 ± 29 К; однак похибка враховує лише вимірювання яскравості зорі в діапазоні K, а не будь-які систематичні помилки. Якщо їх також взяти до уваги, діапазон значень, визначений Доусоном і Де Робертісом (2004), збігається з діапазоном Рохас-Аяли та ін. (2012). Етьєн Артіго та ін. (2018) шляхом усереднення оцінок кількох досліджень за останні 10–15 років приймають для дослідження радіальної швидкості середню температуру 3200 К.

### Маса
Якби виявили об'єкт, що обертається навколо зорі Барнарда, її масу можна було б визначити з надзвичайною точністю. Цього поки не сталося, але масу зорі все ще можна оцінити за допомогою співвідношення маси та світності. Однак існують різні версії цього зв'язку для червоних карликів, тому результати можуть відрізнятися залежно від прийнятої моделі. Виміряно кілька значень маси зорі Барнарда, що перебувають у діапазоні від 0,14 до 0,17 M☉. Наприклад, Джампапа та ін. (1996), які використовують модель Генрі та Маккарті (1993), повідомляють про значення 0,144 M☉. Використовуючи натомість останню модель Дельфоссе та ін. (2000), Доусон і Де Робертіс (2004) та Мюрхед та ін. (2012) отримують значення 0,159 M☉ та 0,158 ± 0,013 M☉ відповідно. На сайті консорціюму RECONS вказано значення 0,16 M☉ — дуже близьке до значень опублікованих у цих працях.
Вимірявши радіус і масу зорі, можна визначити її поверхневу гравітацію: припустивши масу 0,159 M☉ і радіус 0,200 R☉, Доусон і де Робертіс (2004) отримують поверхневу гравітацію 5,04 log g. Це значення близьке до поверхневої гравітації Сонця, яке становить 4,438 log g: це пояснюється тим, що маса зорі Барнарда, як і інших червоних карликів, зосереджується у відносно невеликому об'ємі.
Оскільки маса зорі Барнарда невелика, вона не має променистого ядра, як Сонце, а транспортує вироблену енергію до поверхні виключно за рахунок конвекції. Отже, гелій, що утворюється в процесі ядерного синтезу, розподілений у зорі відносно однорідно.

### Металічність і хімічний склад
Серед вчених немає згоди щодо значення металічності зорі Барнарда, хоча більшість із них погоджуються, що вона бідніша на метали, ніж Сонце. Ґізіс (1997) припускає, що зоря має металічність від −1,0 до −0,5, тобто що вона містить від 10 % до 32 % елементів, важчих за гелій, присутніх на Сонці. Тому вона розташована приблизно на 0,6m нижче головної послідовности — в проміжній області між зорями головної послідовности та субкарликами. Вчені класифікують її як зорю проміжної популяції II.
Проте Доусон і Де Робертіс (2004), аналізуючи фундаментальні параметри зорі, дійшли до висновку, що ніщо не вказує на те, що вона має помітно низьку металічність і схиляються до металічності, близької до сонячної.
У роботі, метою якої була оцінка температури та металічності 133 червоних карликів поблизу Сонця, Рохас-Аяла та ін. (2012) повідомляють про металічність -0,39 ± 0,17 — приблизно 40 % металічності Сонця.

### Обертання
Бенедикт та ін. (1998) використовували космічний телескоп Габбл для проведення фотометричних досліджень зорі Барнарда та Проксими Центавра. Вчені виявили ознаки можливої змінності зорі Барнарда з амплітудою 0,02m та періодом 130,4 доби; вони припустили, що змінність може бути пов'язана з наявністю плями на поверхні зорі, тобто що період змінності може збігатися з періодом обертання зорі. Якби такий довгий період обертання був підтверджений, це означало б, що зоря Барнарда втратила значну частину своєї обертальної енергії. Для порівняння період обертання Сонця становить 25 діб.
Браунінг та ін. (2010) вивчили швидкість обертання 123 червоних карликів за допомогою телескопів Кека. Використаний метод дозволив виявити швидкості обертання більше v × sin i ≈ 2,5 км/c. Як і в багатьох досліджених зір, аналіз розширення спектральних ліній і хромосферної активности зорі Барнарда не дозволив виміряти швидкість обертання. Це значить, що чутливости використовуваних вимірювальних приладів виявилось недостатньо, тобто швидкість обертання зорі менша ніж 2,5 км/с. Це підтвердило те, що період обертання зорі Барнарда дійсно повинен бути великим.

### Вік і майбутня еволюція
Є багато ознак, які свідчать про те, що зоря Барнарда набагато старша за Сонце: низька металічність, високий власний рух, повільне обертання та той факт, що до 1998 року вважалося, що вона спокійна, тобто на ній не спостерігалося інтенсивних спалахів, які характерні для молодих червоних карликів. На основі цих даних Рідель та ін. (2005) припустили, що вік зорі становить від 7 до 12 мільярдів років. Така велика невизначеність пов'язана з тим, що, як згадувалося, існує багато дискусій щодо значень металічности та швидкости обертання; крім того, спалах виявлений у 1998 році, свідчить про те, що зоря все ще активна.
Як і всі червоні карлики, зоря Барнарда розвиватиметься дуже повільно. Фактично передбачається, що вона залишатиметься на головній послідовності ще 1000 мільярдів років. Оскільки конвективні рухи безперервно перемішують гелій, утворений ядерними реакціями, зоря рівномірно ставатиме все багатшою на гелій і біднішою на водень. Коли водень почне закінчуватися, зоря почне стискатися, що призведе до збільшення температури поверхні та яскравости. Підвищення температури поверхні визначатиме зміну кольору зорі (оскільки довжина хвилі випромінювання залежить від температури поверхні відповідно до закону Планка), яка таким чином перетвориться на блакитного карлика.
На останніх стадіях своєї еволюції зоря розвине променисте ядро і стане помітно яскравішою, ніж раніше, досягаючи до третини сонячної світності. Це прискорить його еволюцію та спалить залишковий водень у ядрі за відносно короткі терміни порівняно із загальним часом життя червоного карлика, але який для зорі з масою 0,16 M☉ становить приблизно 5 мільярдів років. У цей момент, оскільки в ядрі ніколи не буде досягнуто температур, достатніх для початку ядерного горіння гелію, зоря буде ще більше стискатися та поступово охолоджуватись, зменшуючи яскравість, доки не стане гелієвим білим карликом.

## Спалахи

### 1998 рік
У 1998 році спалах на зорі Барнарда виявили на основі змін в емісійному спектрі 17 липня під час пошуку змін у власному русі. Минуло чотири роки, перш ніж спалах повністю проаналізували, і тоді висунули припущення, що температура під час спалаху становила 8000 K, що більш ніж удвічі перевищує нормальну температуру зорі.
Спалах був несподіваним, оскільки у зір такого віку не очікується інтенсивної зоряної активності. Спалахи до кінця не вивчені, але вважається, що вони спричинені сильними магнітними полями, які пригнічують конвекцію плазми та призводять до раптових викидів речовини. Однак сильні магнітні поля виникають у зір, що швидко обертаються, тоді як старі зорі, як правило, обертаються повільно. Таким чином, для зорі Барнарда подія такого масштабу є великою рідкістю. Дослідження періодичної змінності зорі або змін зоряної активності протягом певного часового проміжку також показують, що спалах не мав би відбутися.
Подібна зоряна активність викликала інтерес до використання зорі Барнарда як взірець для розуміння схожих зір. Є надія, що фотометричні дослідження його рентгенівського та ультрафіолетового випромінювання проллють світло на велику популяцію старих карликових зір спектрального класу M у галактиці. Такі дослідження можуть розширити знання з астробіології: враховуючи те, що зони, придатні для життя, біля карликових зір спектрального класу M лежать поблизу зорі, будь-яка розташована там планета може сильно постраждати від зоряних спалахів, зоряних вітрів і викиду плазми, тобто, зокрема завдяки дослідженню спалахів зорі Барнарда, можна зробити висновок і про деякі схожі на неї зорі.

### 2019 рік
У 2019 році виявлено два додаткові ультрафіолетові зоряні спалахи, кожен з енергією близько 3×1022 Дж, а також один рентгенівський зоряний спалах з енергією 1,6×1022 Дж. Спостережувана частота спалахів є достатньою, щоб спричинити втрату 87 земних атмосфер на мільярд років через термічні процеси та близько 3 земних атмосфер на мільярд років через процеси втрати йонів на зорі Барнарда b.

## Галактичне середовище

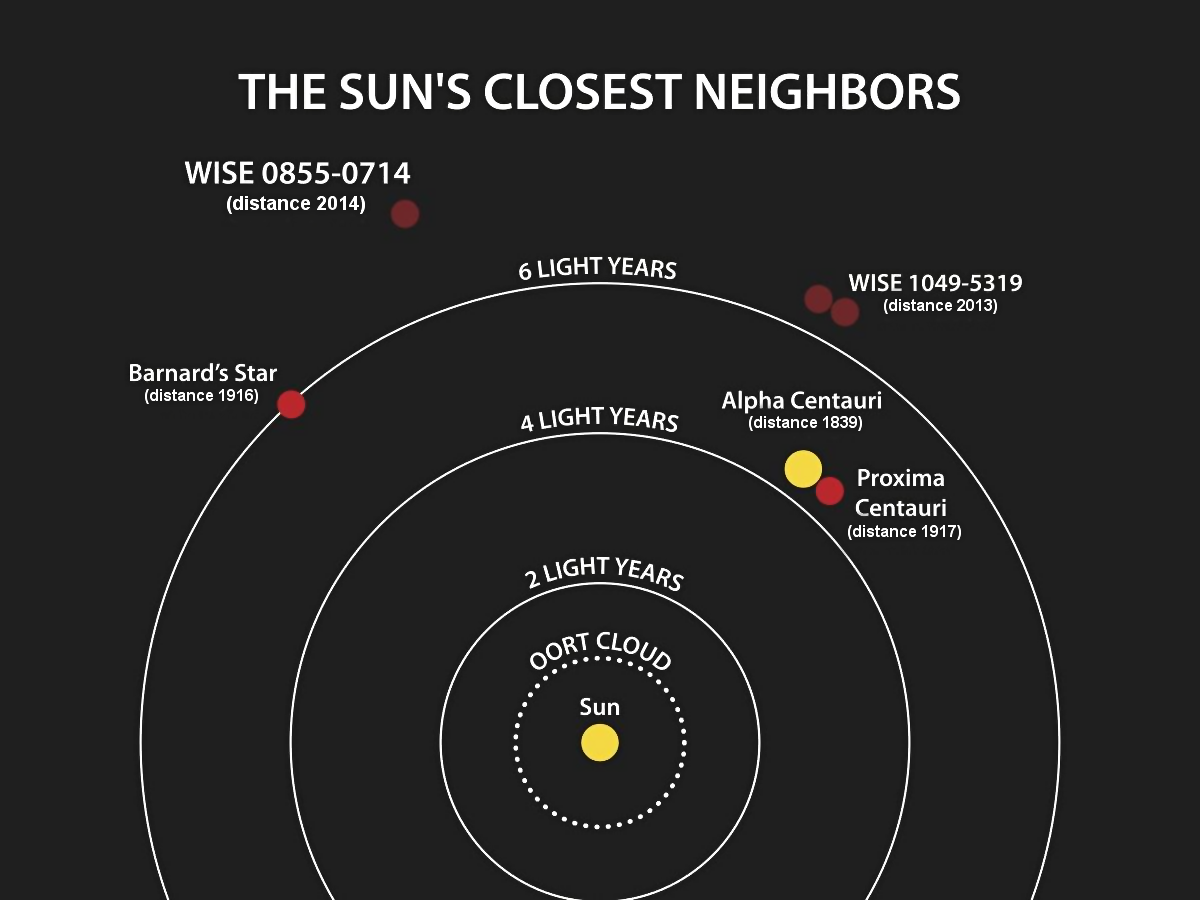
Найближчі до Сонця зорі, зокрема зоря Барнарда (25 квітня 2014 року)

Аналіз астрометричних даних космічного телескопа Гіппаркос у 2007 році дозволило оцінити паралакс зорі Барнарда у 548.31 ± 1.51 mas. Таким чином, відстань зорі Барнарда від Землі становить 1/0.54831 = 1.82 пк, що еквівалентно 5.94±0.01 св.р. Це найближча зоря до Сонця після трьох компонентів α Центавра. Завдяки такій близькості вона перебуває в одному галактичному середовищі з Сонцем, в межах місцевої бульбашки рукава Оріона. Найближча сусідка зорі Барнарда — червоний карлик Ross 154, що лежить на відстані близько 5,5 св.р. від неї. Галактичні координати зорі становлять 31,008° і +14,06°: галактична довгота близько 31° означає, що лінія, яка з'єднує Сонце з центром Галактики, та лінія, яка з'єднує Сонце і зорю Барнарда, при проєкції на галактичну площину утворюють кут 31°. Таким чином, зоря Барнарда перебуває трохи ближче до центру Галактики, ніж Сонце. Галактична широта близько 14°, з іншого боку, вказує на те, що зоря Барнарда знаходиться над площиною, в якій лежать Сонце і центр Галактики.

## Пошуки планет
У 1960-х роках голландський астроном Пітер ван де Камп заявив, що за допомогою астрометричних вимірювань він виявив коливання у власному русі зорі Барнарда, і що це свідчить про наявність навколо неї однієї або кількох планет із масами близькими до маси Юпітера. Багато науковців тоді сприймали ці результати за вірні. Ван де Камп спостерігав за зорею з 1938 року і разом з колегами з обсерваторії Свортморського коледжу намагався знайти крихітні зміни її положення (близько 1 мкм на фотопластині), які б вказували на наявність планет. Вимірювання проводили десять осіб, щоб уникнути помилок. 1963 року Ван де Камп опублікував працю, в якій ішлося про те, що на відстані 4.4 а.о. від зорі Барнарда перебуває планета, яка має масу 1,6 маси Юпітера та обертається навколо зорі з періодом 24 роки. Ці вимірювання були опубліковані 1969 року в іншій рецензованій статті. Того ж року він припустив, що навколо зорі обертаються дві планети з масами 1,1 і 0,8 маси Юпітера.
Після цього інші астрономи повторили вимірювання Ван де Кампа і в 1973 році спростували існування планет біля зорі у двох статтях. Джордж Гейтвуд і Генріх Айхгорн використали новіші методи вимірювання і не змогли підтвердити наявність планет. Інша стаття, опублікована чотирма місяцями раніше Джоном Л. Герші з Свортморської обсерваторії, стверджувала, що коливання у власних рухах багатьох зір, виміряних у обсерваторії Свортмоського коледжу, збігаються в часі з модифікацією телескопа. Питання передали на розгляд наукової громадськості.
Ван де Камп ніколи не визнавав своєї помилки і опублікував ще одне підтвердження існування планет у 1982 р.. Ван де Камп помер у 1995 р. Вульф Хайнц, наступник Ван де Кампа та експерт з подвійних зір, критикував його роботу з 1976 р..

### Сучасний погляд
Не можна повністю виключити наявність планет у зорі, хоча пошуки планет у 1980-х і 1990-х роках, а також інтерферометричні вимірювання за допомогою телескопа Габбл не дали жодних результатів. Уточнені вимірювання власного руху зорі й уточнені дані про масу виключили типи планет, які точно не можуть належати до цієї зоряної системи.
Для червоних карликів, таких як Зоря Барнарда, збурення в русі легше вивчати, ніж для масивніших зір, оскільки їхня невелика маса робить їх більш вираженими. Таким чином, Джордж Гейтвуд в статті 1995 року зміг показати, що навколо Зорі Барнарда не можуть обертатися планети вдесятеро масивніші за Юпітер (нижня межа маси коричневих карликів). 1999 року вимірювання телескопа Габбл довели, що планети у 0,8 раза масивніші за Юпітер з орбітальними періодами менше 1000 днів не обертаються навколо зорі. Крім того, у 2003 році Кюрстер та ін. виявили, що планети у 7,5 раза масивніші за Землю не можуть знаходитись у придатній для життя зоні навколо зорі Барнарда.
Хоча це дослідження значно обмежило можливі маси планет поблизу зорі Барнарда, існування земної планети повністю не виключено, але виявити її буде дуже складно. Космічна Інтерферометрична Місія НАСА мала розпочати пошук екзопланет за допомогою інтерферометрії у 2015 році. Проєкт скасували, як і аналогічну місію ЄКА Дарвін у 2007 році.

### Проєкт Дедал
На додаток дискусії щодо планет, зоря Барнарда стала об'єктом проєкту Дедал. Між 1973 і 1978 роками дослідження мало на меті розробити швидкий безпілотний космічний корабель, використовуючи сучасні технології. Зоря була обрана, тому, що на момент дослідження вважалося, що навколо неї обертаються планети.
Було запропоновано космічний апарат з імпульсною термоядерною силовою установкою, заснованою на стисненні та нагріванні мікрокапсул, що складаються з суміші дейтерію і гелію-3, за допомогою електронних пучків. Це мало призвести до ядерних мікровибухів, і за 4 роки корабель мав розігнатися до 12 % швидкості світла. Апарат мав досягнути зорі за 50 років. Поряд з детальним вивченням зорі і планет, планувалося дослідити міжзоряне середовище і провести астрометричні вимірювання.
Початкова модель проєкту Дедал спричинила подальші теоретичні дослідження. 1980 року Роберт Фрейтас запропонував амбітніший план: самовідтворюваний космічний корабель, призначений для пошуку і встановлення контакту з позаземним життям. Апарат мав бути побудований на орбіті навколо Юпітера і досягти Зорі Барнарда за 47 років, згідно з параметрами початкового проєкту Дедал. Як тільки він досягне зорі, запуститься автоматичне самовідтворення, і буде побудована фабрика для виробництва копій оригінального космічного корабля.

## Зоря Барнарда в культурі
Через своє близьке розташування до Землі та припущення про існування планетної системи, зоря Барнарда згадується в кількох науково-фантастичних творах. У романі Джека Вільямсона «Космічний легіон», опублікованому в 1947 році, але який був натхненний серією оповідань, що з'явилися в журналі «Astounding» у 1934 році, зоря Барнарда обертається навколо гігантської планети, населеної лютими медузоподібними тваринами, розміром зі слона, які мають чотири ока і літають, рухаючи сотнями щупалець.
У романі Майкла Муркока «Чорний коридор», опублікованому в 1969 році, планета Мюнхен 15040, що обертається навколо зорі Барнарда, є місцем призначення групи біженців, які тікають із Землі, де людське суспільство перебуває в стані занепаду. У романі Стюарта Коулі «Космічні кораблі від 2000 до 2100», опублікованому в 1978 році в серії «Терранська торговельна адміністрація», планета, що обертається навколо зорі Барнарда, є місцем таємничого примари, що приймає форму непізнаного космічного корабля. У романі «Пароксизм номер мінус один» (1979) Ришарда Ґловацького міжзоряна експедиція повертається із системи зорі Барнарда, зустрічаючи по дорозі космічний корабель інопланетян. У серії «Путівник Галактикою» (1978-) Дугласа Адамса зоря Барнарда є проміжною станцією для міжзоряних мандрівників, а в романі «Станція нижче нікуди» (1981), написаному К. Джей Черрі, це зоря, навколо якої обертається космічна станція Альфа, перша зі станцій, побудованих за межами Сонячної системи, а також вона згадується в потрійному епізоді «Гонитва у четвертому вимірі» телесеріалу «Галактика 1980», коли доктор Зі припускає, що сайлони перебувають на зорі Барнарда, чекаючи на прибуття «галактиків» на Землю, перед фінальною атакою.
Зоря Барнарда була улюбленою у Роберта Л. Форварда, який описав її у численних книжках. У фільмі «Світ Року» (1982) система зорі складається з планети юпітеріанського типу Гаргантюа та подвійної планети земного типу під назвою Світ Року, що складається зі скелястого світу (Рош) та світу, повністю вкритого океаном (Оу). У фільмі «Загублені на Едемі» (1993) з цього ж циклу космічний корабель «Прометей» здійснює 40-річну подорож до Зуні, придатного для життя супутника Гаргантюа. У «Майстрі часу» (1992) того ж автора мільйонер здійснює шестирічну подорож до зорі, щоб відкрити червоточину. У тетралогії «Пісні Гіперіона» (1989—1997) Дена Сіммонса зоря Барнарда володіє окультуреною планетою під назвою «Світ Барнарда», де живуть Рейчел і Сол Вайнтрауб, один із семи пілігримів, головних героїв перших двох романів. У романі «Сад Рами» (1991), написаному Артуром Кларком і Джентрі Лі, навколо зорі розташована станція переходу для великих циліндричних світових кораблів. У графічному романі «Життя на іншій планеті» Вілла Айснера історія, що відбувається на Землі, починається з того, що від зорі Барнарда отримують сигнал про наявність розумного життя.
Зоря Барнарда також з'являється в науково-фантастичній франшизі «Зоряний шлях» і в деяких відеоіграх, таких як Frontier: Elite II (1993), Frontier: First Encounters (1995), Terminal Velocity (1995), DarkSpace (2001), в рольовій грі Traveller (1998).